# Freschenhaus

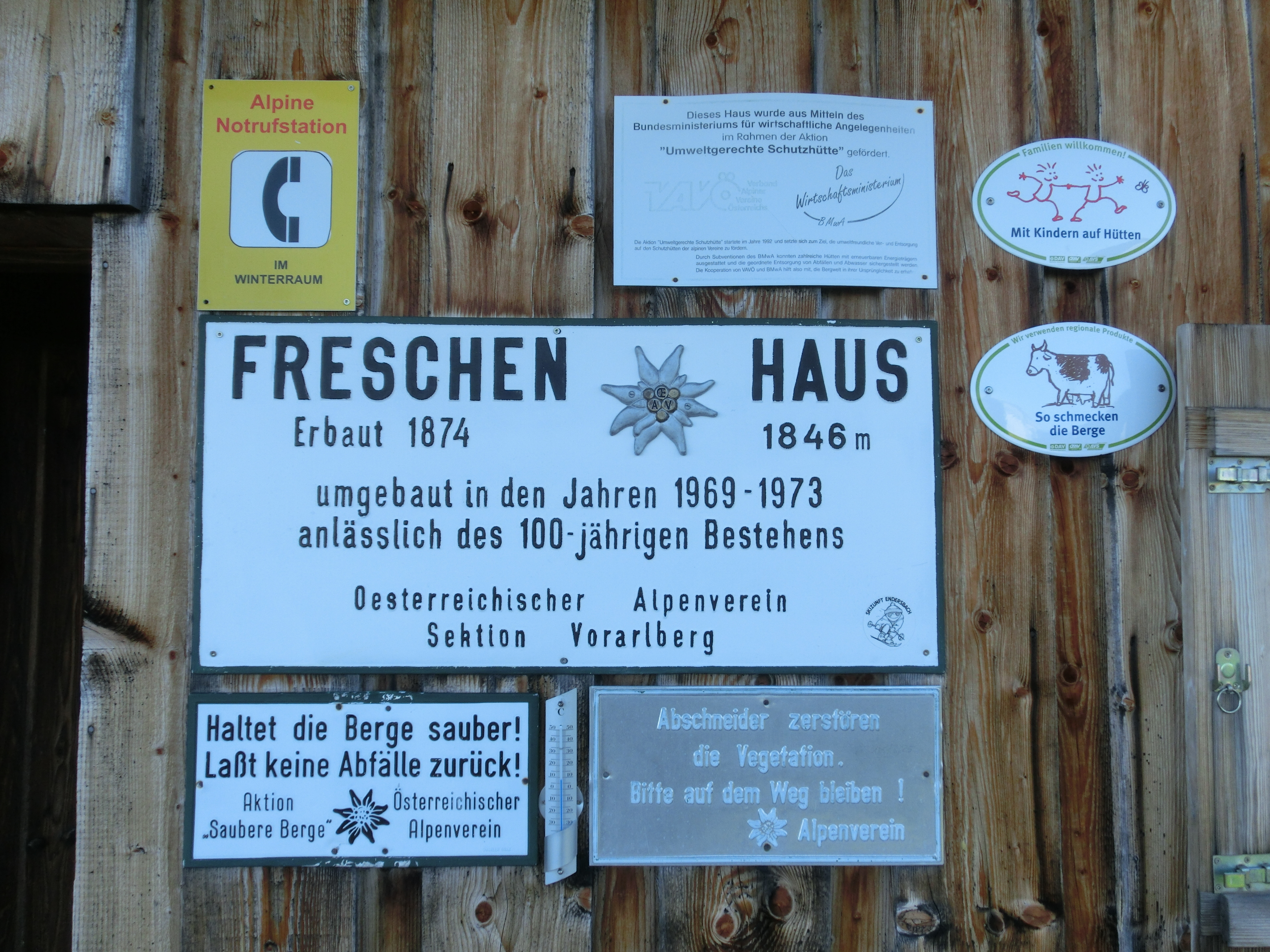
Hüttenschild des Freschenhauses

Das Freschenhaus ist eine Schutzhütte der Sektion Vorarlberg des Österreichischen Alpenvereins im Bregenzerwaldgebirge in Vorarlberg. Sie liegt im Gebiet des Hohen Freschen auf einer Höhe von 1846 m ü. A. und ist ein wichtiger Stützpunkt für Weitwanderer am Nordalpenweg.
Nahe der Hütte liegen die mehr als 700 Meter lange Große Freschenhöhle und ein kleines Alpinum. Wichtigste Wanderziele sind der Hohe Freschen und die Matona (1998 m ü. A.), die beide in etwa 45 Minuten erreichbar sind.

## Geschichte
Das Freschenhaus wurde ab 1874 durch eine Initiative aus Rankweil und Laterns errichtet, am 3. August 1875 eingeweiht und der Sektion Vorarlberg des Deutschen und Österreichischen Alpenvereins geschenkt, die auch heute noch Eigentümer der Hütte ist. Das Haus wurde 1890 erneuert und 1902 sowie 1924 erweitert. 1952 erfolgte die Einweihung der Freschenkapelle neben der Hütte. Nachdem der Ausbau bereits mehrere Jahrzehnte aus wirtschaftlichen Gründen verschoben worden war, wurde die Hütte von 1968 bis 1972 erweitert. In diesem Jahr ging auch die Kapelle in den Besitz der Sektion über.

## Zustiege und Übergänge
Vom  Bad Laterns (1200 m ü. A.) im Süden aus ist das Freschenhaus in etwa 2 Stunden 15 Minuten erreichbar, der Zustieg von Bonacker oder Innerlaterns (1000 m ü. A.) im Südwesten ist mit rund 2½ Stunden nur unwesentlich länger. Auch für den Anstieg vom westlich gelegenen Furx (1140 m ü. A.) werden ungefähr 2½ Stunden veranschlagt. Von der Furkajochstraße im Südosten dauert der Zustieg ebenfalls etwa 2½ Stunden.
Nachbarhütten sind die Lustenauer Hütte (1250 m ü. A.), die Bregenzer Hütte (1290 m ü. A.) und die Emser Hütte (1298 m ü. A.). Alle drei Hütten sind in jeweils etwa 5 Stunden erreichbar.